# Complesso archeologico di Pranu Muttedu
Il complesso archeologico di Pranu Muttedu è una delle più importanti aree funerarie della Sardegna preistorica ed è situato nei pressi di Goni, piccolo centro abitato nella città metropolitana di Cagliari.
L'area del parco ha un'estensione di circa 200.000 metri quadrati.
Il complesso presenta un'alta concentrazione di menhir e megaliti circa sessanta (seconda solo al vasto complesso di "Biru 'e Concas" di Sorgono, dove sono stati censiti circa 200 menhir) variamente distribuiti in coppie, allineamenti o gruppi.
Nell'area è inoltre presente una necropoli ipogeica a domus de janas con tre circoli tombali.
Il complesso è stato oggetto di scavo da parte di Enrico Atzeni, in più riprese a partire dal 1980.
In una delle più diffuse guide sulla Sardegna è definita "la Stonehenge sarda", benché possa comunque essere considerata più antica della Stonehenge inglese.
Assieme ad altre aree archeologiche prenuragiche, nel 2025 il sito è stato inserito nell'elenco dei patrimoni dell'umanità dell'UNESCO.

## Galleria d'immagini

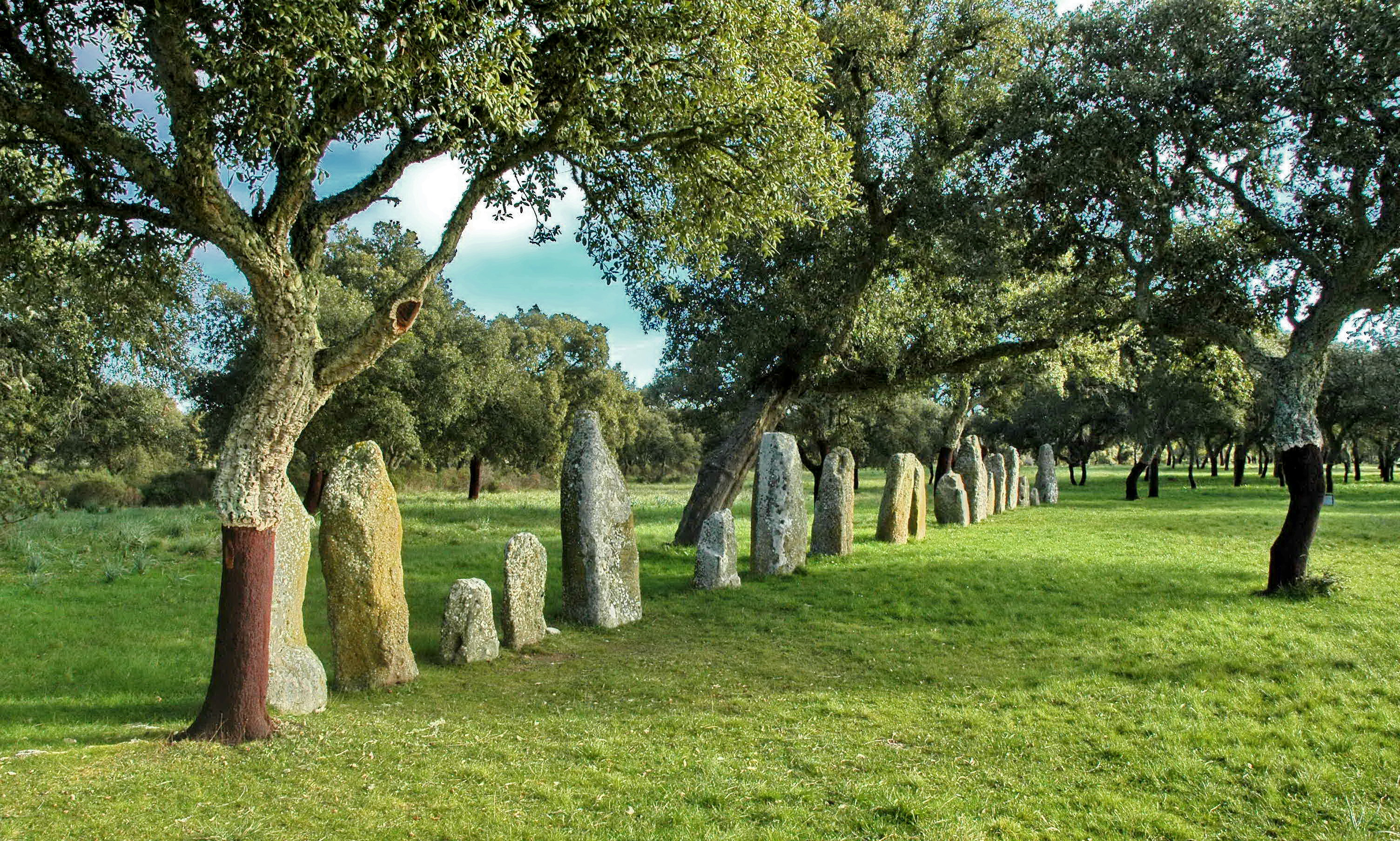
Area archeologica di Pranu Muttedu - Menhir
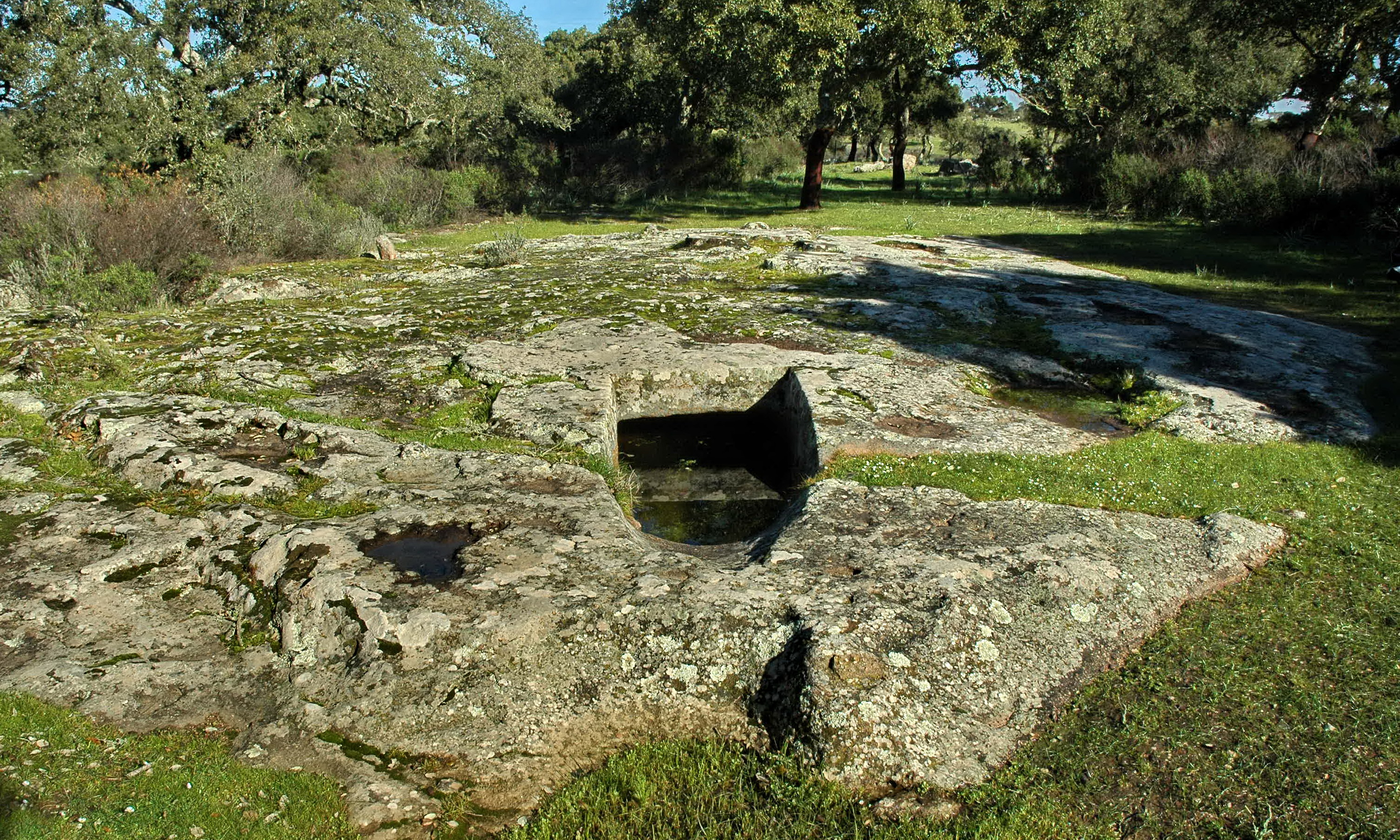
Area archeologica di Pranu Muttedu - Domus de janas
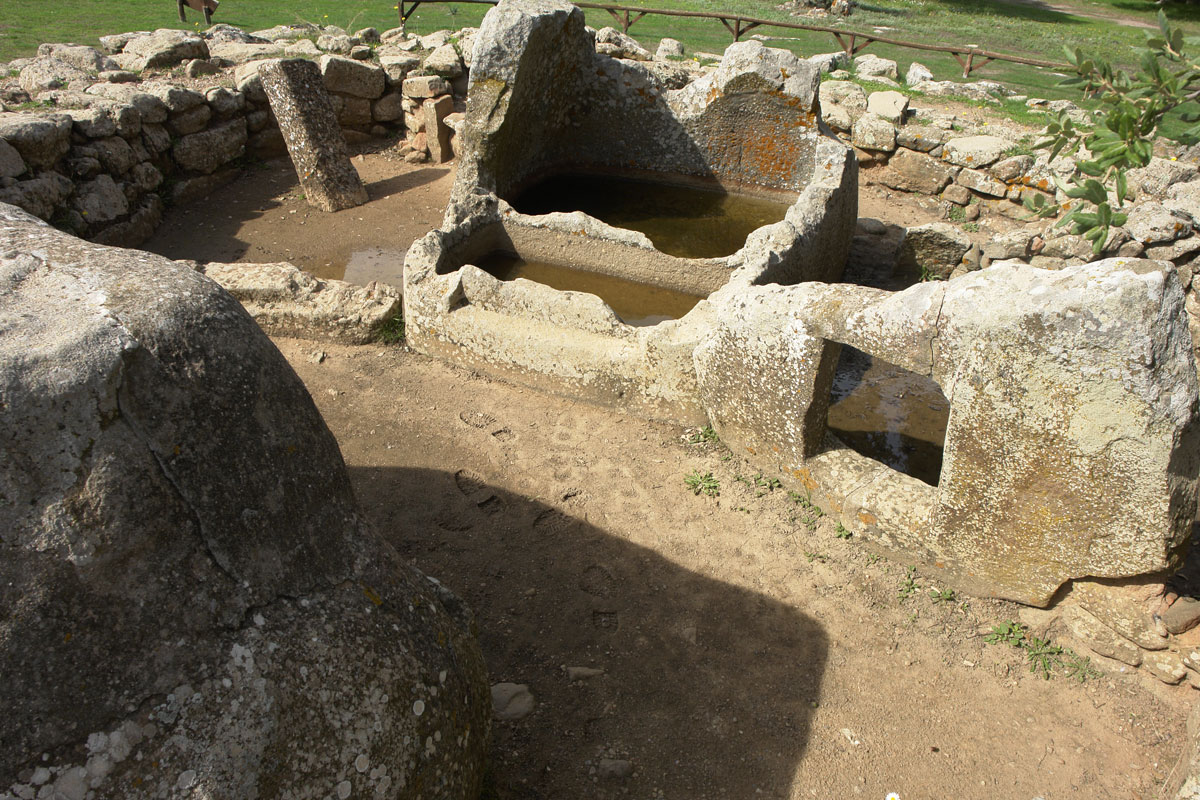
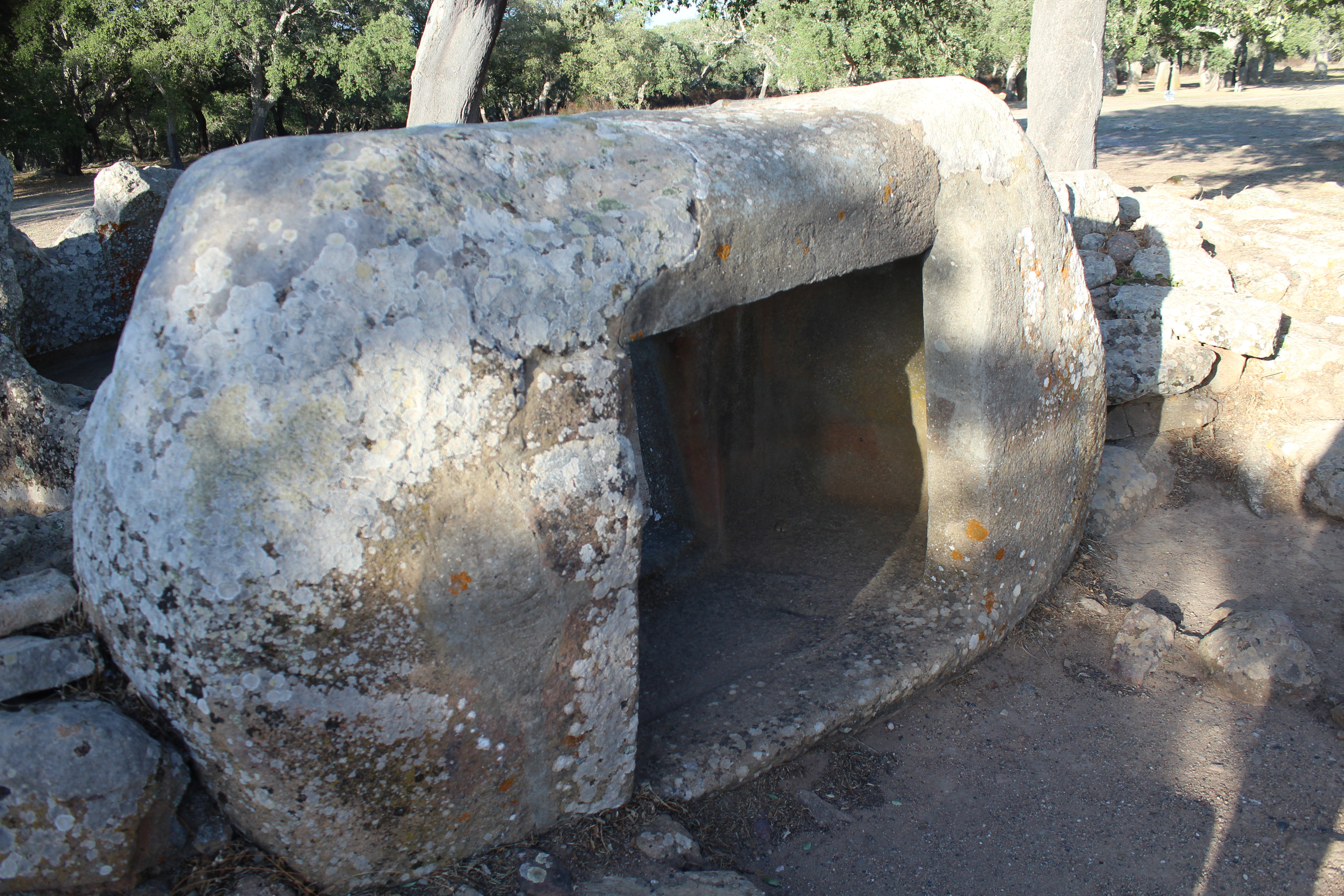